# Přídavné jméno
Přídavná jména (adjektiva) jsou vlastnosti nebo vztahy podstatných jmen. V jazycích, které rozlišují rody, se přídavné jméno zpravidla shoduje s rodem podstatného jména, které rozvíjí. Ve větě mají nejčastěji funkci přívlastku shodného nebo doplňku.

## Stupňování přídavných jmen
Přídavná jména lze stupňovat ve třech stupních:
1. stupeň – pozitiv – základní stupeň (Pavel je vysoký.)
2. stupeň – komparativ – porovnává dva subjekty (Pavel je vyšší než Petr.)
3. stupeň – superlativ – komparativně vymezuje jeden subjekt z celku (Pavel je nejvyšší ze třídy).

### Nepravidelné stupňování přídavných jmen
Většina přídavných jmen se stupňuje pravidelně, některá však (zpravidla ta nejběžněji užívaná) nepravidelně (např. dobrý – lepší, špatný – horší).

#### Nepravidelné stupňování přídavného jménadobrýv některých jazycích
Vzájemná příbuznost indoevropských jazyků se projevuje mj. i v obdobných gramatických konstrukcích:
- čeština: dobrý – lepší – nejlepší
- angličtina: good – better – the best
- němčina: gut – besser – der, die, das beste
- latina: bonus – melior – optimus
- španělština: bueno – mejor – el mejor

### Neporovnávatelná přídavná jména, bez stupňování
Některá přídavná jména nemá smysl porovnávat, tedy ani stupňovat, protože buď platí, anebo ne:
- konečný / nekonečný
- těhotná
- dokonalý

Tyto absolutní superlativy, binární, neporovnávatelné, zůstávají ve své základní formě, v prvním stupni.

## Přídavná jména v češtině
Přídavná jména v češtině se dělí na tvrdá (skloňují se podle vzoru mladý), měkká (jarní) a přivlastňovací (otcův, matčin). U některých tvrdých přídavných jmen lze tvořit i krátké (jmenné) tvary: hladový – hladov, šťastný – šťasten, které se však užívají jen v 1. a výjimečně 4. pádě.
Další slovotvorba:
- Některá přídavná jména jsou utvořena ze sloves (běžet – běžící),
- z přídavných jmen se mohou tvořit příslovce (chytrý – chytře)
- nebo podstatná jména (barevný – barevnost).
- Některá přídavná jména jsou zpodstatnělá (ve větě mají funkci podstatných jmen) – např. hajný, průvodčí, stříbrný, bytná, vstupné, hovězí

## Přídavná jména v latině a románských jazycích
V latině se adjektiva skloňují podobně jako substantiva (až na malé odchylky), proto může bez větších problémů docházet k zpodstatňování adjektiv. Srov. např. latinský superlativ amicissimus („nejpřátelštější“) a již ustálené substantivum amicus („přítel“).
Toto kolísání mezi adjektivy a substantivy je patrné i v románských jazycích, kde jeden výraz může sloužit jednou jako adjektivum, podruhé jako substantivum; srov. italské slovo paziente – „trpělivý“ (adjektivum) i „pacient“ (substantivum). Týká se to zvláště původních latinských participií.

## Sémantická adjektiva
Sémantická adjektiva, mezi něž kromě tradičních adjektiv patří též některé příslovce, zájmena a číslovky, se z tektogramatického hlediska dělí na:
- pojmenovací sémantická adjektiva – mezi ně patří všechna tradiční adjektiva (s výjimkou přivlastňovacích), dále tradiční příslovce deadjektivní povahy (např. „hezky“ odvozené od „hezký“, „chladno“ od „chladný“)
- určitá pronominální sémantická adjektiva ukazovací – ukazovací a identifikační zájmena v pozici syntaktického adjektiva (ten dům, takový přístup, tentýž problém, on už je takový)
- neurčitá pronominální sémantická adjektiva – zájmena se sémantickým rysem neurčitosti a s adjektivní funkcí, tj. zájmena který a jaký nebo jejich neurčité, tázací, záporné a totalizační odvozeniny (některý, nijaký, každý, málokterý, jakýsi, žádný, veškerý, kdejaký, kterýpak…), pokud jsou v pozici syntaktického adjektiva,
- určitá kvantifikační sémantická adjektiva – základní řadové číslovky v pozici syntaktického adjektiva, určité číslovky řadové (druhý, stý), souborové (dvoje, stery) a druhové (dvojí, sterý), odvozeniny základních číslovek, příslovce typu dvakrát nebo podruhé, číslovka tolik a její deriváty (tolikátý, tolikery, tolikerý), příslovce tolikrát a potolikáté
- neurčitá kvantifikační sémantická adjektiva – základní neurčitá číslovka kolik, její neurčité, tázací, řadové, souborové a druhové odvozeniny (několik, kolikátý, kolikery…) a adverbiální odvozeniny (kolikrát, poněkolikáté)
- kvantifikační sémantická adjektiva stupňovatelná – základní neurčité číslovky v pozici syntaktického adjektiva, lze-li je stupňovat (málo lidí, mnoho chyb) a příslovce typu málokrát > méněkrát > nejméněkrát.